# Périssac
Périssac is een gemeente in het Franse departement Gironde (regio Nouvelle-Aquitaine). De plaats maakt deel uit van het arrondissement Libourne. Périssac telde op 1 januari 2022 1.185 inwoners.

## Geografie
De oppervlakte van Périssac bedroeg op 1 januari 2022 12,16 vierkante kilometer; de bevolkingsdichtheid was toen 97,5 inwoners per km².

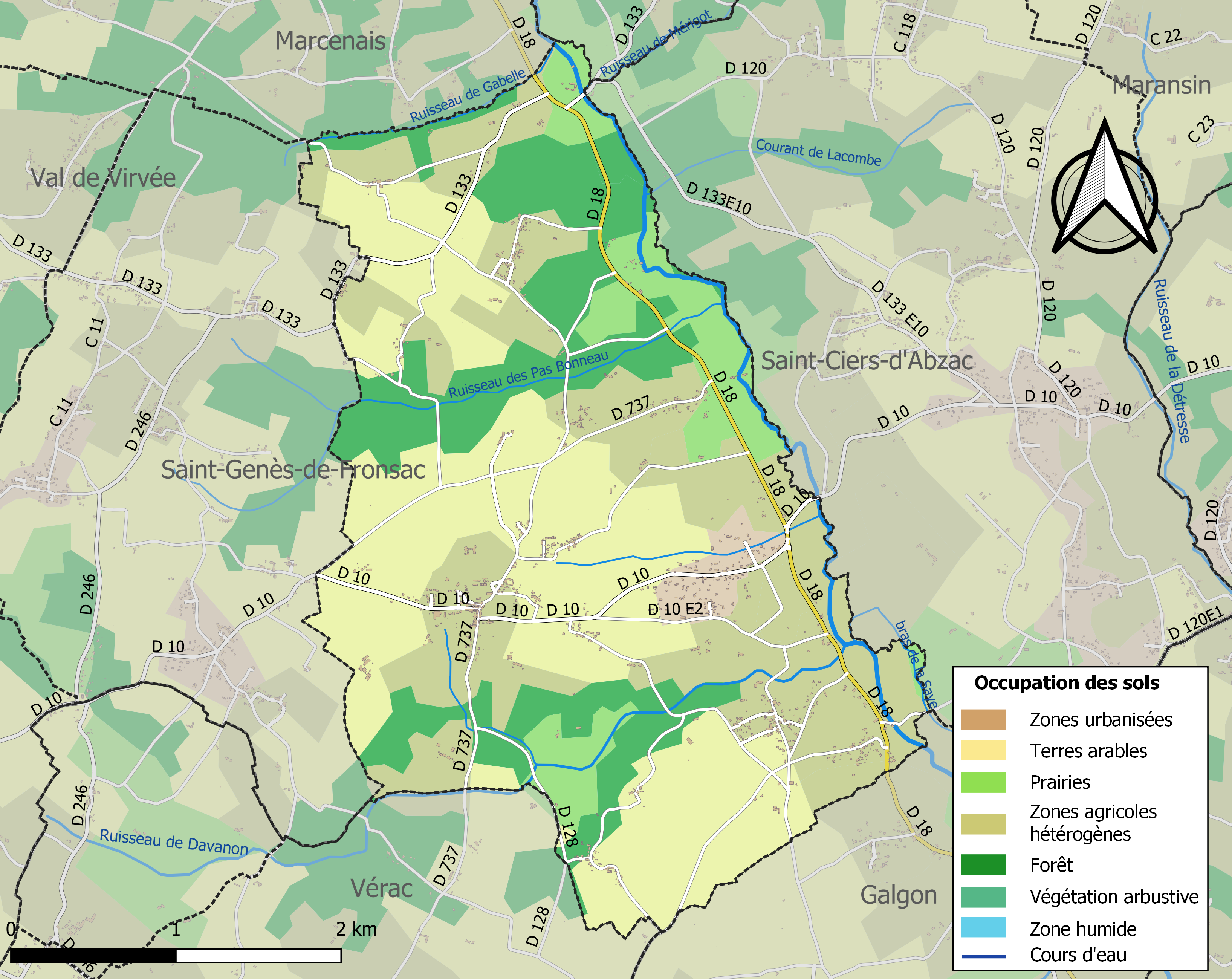
Kaart van de gemeente met belangrijkste infrastructuur, bodemgebruik en omliggende gemeenten

## Demografie
Onderstaande figuur toont het verloop van het inwonertal (bron: INSEE-tellingen).